# Landkreis Emsland
Landkreis Emsland er en landkreis der ligger i den sydvestlige del af den tyske delstat Niedersachsen ved grænsen til Nederlandene mod vest, og med Nordrhein-Westfalen liggende mod syd. Landkreisen er opkaldt efter floden Ems. Emsland grænser i øvrigt op til Grafschaft Bentheim, Landkreis Leer, Landkreis Cloppenburg, Landkreis Osnabrück og Kreis Steinfurt. Moseområdet Bourtanger Moor udgør en naturlig grænse til Holland.

## Historie
I Nazi-Tyskland blev tusind af modstandere af det Det Tredje Rige interneret i kendte arbejdslejre som Emslandlager (dansk: Emslandlejren), der ligger uden for Börgermoor, nu en del af kommunen Surwold, der ikke ligger ret langt fra Papenburg. Et mindesmærke for disse lejre, et Dokumentations-und Informationszentrum (DIZ) Emslandlager, er placeret i Papenburg. Den kendte modstandssang Die Moorsoldaten er komponeret af politiske fanger i en af disse lejre.

## Kommuner
Kreisen havde 325657  indbyggere pr. 2018-12-31

Enhedskommuner
1. Emsbüren (10148)
2. Geeste (11341)
3. Haren (Ems), by (23829)
4. Haselünne, by (12914)
5. Lingen (Ems), by (54422)
6. Meppen, administrationsby(35373)
7. Papenburg, by , selbständige Gemeinde (37579)
8. Rhede (Ems) (4218)
9. Salzbergen (7776)
10. Twist (9545)

*Administrationsby for Samtgemeinde
| Samtgemeinden 1. Samtgemeinde Dörpen (16756) 1. Dersum (1449) 2. Dörpen * (5287) 3. Heede (2511) 4. Kluse (1696) 5. Lehe (977) 6. Neubörger (1511) 7. Neulehe (791) 8. Walchum (1566) 9. Wippingen (968) 2. Samtgemeinde Freren (10346) 1. Andervenne (889) 2. Beesten (1592) 3. Freren, Stadt * (5023) 4. Messingen (1057) 5. Thuine (1785) 3. Samtgemeinde Herzlake (10368) 1. Dohren (1117) 2. Herzlake * (4485) 3. Lähden (4766) 4. Samtgemeinde Lathen (11745) 1. Fresenburg (910) 2. Lathen * (6581) 3. Niederlangen (1257) 4. Oberlangen (962) 5. Renkenberge (686) 6. Sustrum (1349) | 5. Samtgemeinde Lengerich (9186) 1. Bawinkel (2464) 2. Gersten (1226) 3. Handrup (818) 4. Langen (1438) 5. Lengerich * (2694) 6. Wettrup (546) 6. Samtgemeinde Nordhümmling (12237) 1. Bockhorst (978) 2. Breddenberg (807) 3. Esterwegen * (5411) 4. Hilkenbrook (784) 5. Surwold (4257) 7. Samtgemeinde Sögel (16816) 1. Börger (2756) 2. Groß Berßen (662) 3. Hüven (540) 4. Klein Berßen (1135) 5. Sögel * (8003) 6. Spahnharrenstätte (1521) 7. Stavern (1052) 8. Werpeloh (1147) 8. Samtgemeinde Spelle (13811) 1. Lünne (1905) 2. Schapen (2395) 3. Spelle * (9511) 9. Samtgemeinde Werlte (17247) 1. Lahn (887) 2. Lorup (3234) 3. Rastdorf (1090) 4. Vrees (1776) 5. Werlte, by * (10260) |  |